# تپه مرادآباد ۶
تپه مراد آباد ۶ مربوط به عصر مس - سده‌های میانه دوران‌های تاریخی پس از اسلام است و در شهرستان ازنا، بخش مرکزی، دهستان پاچه لک غربی، ۴۲۰۰ متری شمال شرقی شهرک المهدی واقع شده و این اثر در تاریخ ۷ اسفند ۱۳۸۶ با شمارهٔ ثبت ۲۱۳۹۹ به‌عنوان یکی از آثار ملی ایران به ثبت رسیده است.